# Sonnenazimut
Als Sonnenazimut wird eine astrogeodätische Richtungsbestimmung mittels der Sonne bezeichnet, die auf einem Vermessungs- oder Polygonpunkt zu einem anderen Messpunkt durchgeführt wird. Solche Azimute dienen einer raschen, aber ausreichend genauen Ausrichtung von Vermessungsnetzen nach astronomisch Nord oder Gitternord.

## Wahl des Zielpunktes
Der Zielpunkt kann ein benachbarter Polygonpunkt oder eine Zielmarke sein, meist ist es aber ein Fern- oder Hochziel (Kirchturm, Schlot, hoher Mast) oder ein anderer Vermessungspunkt in größerer Entfernung; sinnvoll sind Distanzen ab etwa 1 km. Für die genäherte Orientierung von Gebäuden, Antennen oder astronomischer Durchgangsinstrumente werden auch nähergelegene Hilfspunkte oder Miren als Zielpunkte verwendet.
Die Messung eines Sonnenazimuts ist für einen Geodäten, Bauingenieur oder Militärtechniker relativ einfach, denn man benötigt außer einem Theodolit und dem Vermessungsstativ keine weiteren Hilfsmittel. Die wegen der Erdrotation auf etwa 1 Sekunde zu messenden Uhrzeiten können heute bequem vom Handy abgelesen (oder sogar genauer gestoppt) werden, und statt eines für Sonnenbeobachtungen üblichen Filters empfiehlt sich die Projektionsmethode.

## Vorteile der Projektionsmethode
Die Projektion der Sonne auf ein Stück weißes Papier erfolgt, indem man das Okular des Messfernrohrs ein wenig extrafokal einstellt (etwa eine Vierteldrehung gegen den Uhrzeigersinn). Eine günstige Projektions-Entfernung ist etwa 15–20 cm, wodurch das Sonnenbild einige Zentimeter groß wird. Bei einem so hellen Bildchen werden auch die Linien des Fadenkreuzes am Papier sichtbar (wenn nicht, kann man störendes Tageslicht ja etwas abschatten).
Diese Methode hat gegenüber dem (auch mit Filter noch gefährlichen!) Blick durchs Okular eine Reihe von Vorteilen:
1. Sie ist völlig gefahrlos, nur beim Suchen der Sonne muss man aufpassen – am einfachsten ist es, das Fernrohr des Theodolits mit Hilfe seines Schattens nach der Sonne auszurichten und gar nicht erst in ihre Richtung zu schauen (auch der Sucher kann gefährlich sein).
2. Sie ist einfacher als die direkte Messung in einem doch meist eher steilen Höhenwinkel.
3. Sie erlaubt eine bequeme Einmessung beider Sonnenränder innerhalb kurzer Zeit, was (nach Mittelung der zwei Richtungen und Uhrzeiten) auf fast perfekte Weise die Sonnenmitte ergibt.
4. Die Koordinaten der Sonnenmitte lassen sich relativ einfach mit kleinen Programmen berechnen, da sie nicht genauer als etwa 0,001° (die leicht erreichbare Messgenauigkeit) sein müssen.
5. Da andernfalls (ohne ein solches PC-Programm) ein Astronomisches Jahrbuch und verschiedene Zeitkorrekturen erforderlich wären, empfiehlt sich die Benutzung des Nautical Almanac. Dieses für die Navigation konzipierte Jahrbuch ist genau auf jene Genauigkeit (0,1′) ausgelegt, die mit der Projektionsmethode erreichbar ist.

## Der Messvorgang selbst
1. Anzielen des anderen Vermessungspunktes bzw. der Mire (für die Einrichtung einer Antenne, einer Sonnenuhr usw. kann es auch eine Hauskante oder ähnliches sein).
2. Scharfstellen dieses Zieles und Ablesung des Horizontalwinkels
3. Projektion der Sonne, Anzielen des linken Sonnenrandes
  - Wenn die Sonne genau in den Vertikalfaden läuft, liest der Helfer die Uhr (oder das Handy) ab. Ein gutes Kommando hierfür ist: „… Aaachtung … TOP!“ Ohne Helfer(in) kann man in Ruhe 1–2 Sekunden zählen (ein-und-zwanzig – zwei-und-zwan-zig) und diese 1 oder 2 Sekunden von der Uhrlesung abziehen.
  - Ablesung der Sonnenrichtung (dazu kann das Fernrohr in eine bequemere Zenitdistanz heruntergekippt werden)
  - Dasselbe wird mit dem rechten Sonnenrand wiederholt (die Reihenfolge der Richtungen bleibt dem Beobachter überlassen)
4. Zuletzt nochmals das terrestrische Ziel.

Mit dieser Methode, die der Geodät einen „Halbsatz“ nennt (siehe unten), benötigt man bei etwas Übung kaum 2 Minuten. Sie erreicht ohne weiteres Genauigkeiten von etwa 0,01°, was für viele einfache Vermessungen (z. B. eines kleinen Grundstücks oder einer Antenne) ausreicht.

## Genauigkeit und Messvorgang II für höhere Ansprüche
Möchte man hingegen bis zu 0,001° (einige Winkelsekunden) erreichen, wiederholt man den obigen Messvorgang in der anderen Kreislage – d. h. man schlägt das Messfernrohr durch – und durchmisst das obige Schema symmetrisch, also „von unten nach oben“. Die am Theodolit abgelesenen Winkel müssen sich beim terrestrischen Ziel um fast genau 180° unterscheiden, bei der Sonne kann es Differenzen bis zu einigen Grad geben. Denn das Tagesgestirn bewegt sich ja jede Stunde um etwa 15° am Himmel westwärts.
Will man – beispielsweise für die genaue Orientierung eines Vermessungsnetzes, für die Kontrolle einer Absteckung oder für ein Laplace-Azimut – eine Genauigkeit besser als etwa ±0,005° (einige Milligon bzw. etwa ±30") erreichen, muss man 4–5 zusätzliche Aspekte beachten:
- genaue Zentrierung über dem Messpunkt
- sorgfältige Horizontierung des Theodolits (am besten in einem zweiten „Rundumgang“ kontrollieren und während dessen die oft rasch „wegdriftende“ Libellenblase gegen allzu viel Sonnenstrahlung abschirmen)
- die o.a. 180°-Solldifferenzen sofort überprüfen (allenfalls umgehend nochmals den Punkt anzielen) und
- auf die Fokussierung achten (sog. „Tanzprobe“ gegen eine Augenparallaxe)
- die Zeitkorrektur dUT1 im Internet erfragen und (falls über 0,3 s) an die gemessenen Zeiten anbringen. Die Lotabweichung kann hingegen i. d. R. außer Betracht bleiben.

Die Auswertung kann mit Navigations- oder PC-Programmen erfolgen; ein Muster ist in der unten angeführten Webseite zu finden. 

„Anfänger“ erreichen mit dem II. Messschema (2 Halbsätze = 1 „Satz“ der Winkelmessung) Genauigkeiten um die 20" und nach Mittelung einiger Sätze etwa 10". Hat man die Messung schon einige Male gemacht, erreicht man 3–5".

## Das Genaueste: Polaris-Azimute
Derselbe Vorgang ist prinzipiell auch mit dem Polarstern möglich, bei dem man mit einem Sekundentheodolit oder modernen Tachymeter bis zu 1" erreichen kann. Mit einem größeren Universalinstrument kann man sogar in den Bereich von 0,1" vorstoßen. Ab etwa 3 cm Objektivöffnung kann man Polaris sogar untertags messen, wenn man seinen Ort am Dämmerungs- oder Taghimmel auf einige Grad abschätzen kann.
Solche genauen Polarisazimute waren bis vor einigen Jahrzehnten die Basis für die Netze der Landesvermessung und werden auch heute noch – etwa für Laplacepunkte und bei der Anlage neuer Netze – durchgeführt. Ideale, aber noch transportable Theodolite für Genauigkeiten unter 3" sind die in Europa noch relativ weit verbreiteten Schweizer Instrumente DKM-3 von Kern und der T3 oder T4 von Wild-Heerbrugg. Für Sonnenazimute bringen sie (außer einigen Kilogramm Traglast) jedoch nur wenig, für sie genügt ein einfacher Bautheodolit oder ein bewährter Sekundentheodolit. Natürlich ist mit digitalen Tachymeter-Instrumenten eine etwas raschere Messung möglich, doch sollte man dennoch nicht auf die Richtungskontrollen verzichten.